# 배틀스타 갈락티카 (2004년 드라마)
《배틀스타 갈락티카》(영어 줄임말로는 BSG 혹은 Battlestar)는 2003년부터 방송된 미국의 군사 공상 과학 TV 드라마이다. 글렌 A. 라슨의 기획으로 출발한 배틀스타 갈락티카 프렌차이즈의 일환으로 1978년 방송된 오리지널 시리즈의 리메이크작이다. 2003년 12월 Sci-Fi 채널을 통해 세 시간 분량의 미니시리즈(시즌 0으로 지칭하기도 한다)가 첫 전파를 탔으며 이후 2009년 3월 20일까지 네 시즌 분량의 방송이 이루어졌다. 에드워드 제임스 올모스와 메리 맥도넬 등이 주연을 맡았으며 피바디 어워드, 텔레비전 비평가 협회상, 에미상 시상식 등에서 많은 상을 받았다.
배틀스타 갈락티카의 기본 줄거리는 12 식민지로 알려진 인류 문명이 거주하는 먼 행성계를 배경으로 한다. 각 종족의 이름을 딴 12개의 행성에서 거주하는 인류는 과거 그들이 만들어 냈던 기계 문명인 사일런과 전쟁을 치른 후 휴전 상태에 있었다. 그러나 인간의 모습을 한 사일런 '6호'(트리시아 헬퍼)의 꾀임에 빠져 자신도 모르게 사일런의 조력자가 된 가이우스 발타(제임스 칼리스)로 인해 모든 식민지는 사일런의 기습 핵 공격을 받았다. 행성 위에 존재했던 대부분의 문명과 10억명이 넘는 인류는 희생되었고, 이런 저런 이유로 행성을 떠나있었던 약 5만 여 명의 인간만이 살아남을 수 있었다. 곧 퇴역을 앞두고 있었던 유일하게 파괴되지 않은 전함 배틀스타 갈락티카호를 이끄는 함장 윌리엄 "빌" 아다마(에드워드 제임스 올모스)와 그의 승무원들은 대통령 로라 로슬린(메리 맥도넬)과 함께 남은 인류를 이끌고 사일런들의 끈질긴 추적과 공격을 피해 13번째 행성으로 알려진 "지구"를 찾아나서는 여정을 시작한다.
스핀 오프 시리즈인 카프리카가 2010년 1월 방송되었으며, 두 번째 스핀오프작인 배틀스타 갈락티카: 블러드 & 크롬이 2011년 9월 현재 제작중이다.

## 기본 줄거리
2003년 미니시리즈의 이야기를 이어가는 《배틀스타 갈락티카》는 코불의 12 콜로니에 가해진 사일런의 핵 공격으로 멸종 위기에 놓인 인류의 여정을 담고있다. 생존자들은 로라 로슬린 대통령과, 민간 선단을 이끄는 낡았지만 강력한 전함 배틀스타 갈락티카 호의 사령관 윌리엄 아다마가 이끈다. 남은 인류 전체를 말살하고자 하는 사일런의 추적을 피해 인류는 신화에 등장하는 오래전에 사라진 열 세 번째 콜로니인 "지구"를 찾아 전 은하계 곳곳을 뒤지며 도망다닌다. 다른 대부분의 우주를 배경으로 한 드라마와 달리, 배틀스타 갈락티카에는 외계 생명체가 등장하지 않으며(인류의 적인 사일런은 인간 스스로가 만들어낸 로봇이다), 인간과 사일런이 사용하는 주요 무기들은 레이저나 에너지 계열의 무기들이 아닌 실탄, 레일 건, 미사일 등이다. 또한 드라마 전반적으로 이해하기 어려운 컴퓨터 및 과학 용어들의 사용을 의도적으로 배제하였다. 대신에, 대부분의 이야기들은 생존자들에게 남겨진 12 콜로니의 파괴에 대한 종말론적 인식과 인류의 생존 혹은 사일런과의 전쟁 과정에서 내려야 하는 도덕적 선택 등을 다룬다. 또 인간과 사일런 간의 갈등에 큰 영향을 끼치는 서로에 대한 증오와 폭력의 악순환과, 몇몇 주연 배우들(특히 가이우스 발타)에게 나타나는 "신"의 대리인으로서의 천사의 모습과 그것이 내포하는 종교적 의미도 중요한 이야깃거리다.
시즌 4가 진행되면서 인간과 사일런간의 전쟁에 많은 변화가 일어난다. 서로에 대한 적개심이 여전한 가운데에도 인간과 사일런은 조금씩 마음의 문을 열기 시작하는데, 이에 대한 원인 중 일부는 '1호' 사일런인 존 캐빌로 인해 인간형 사일런 내부에 분열이 일어나는 것에 기인한다. 7개의 인간형 사일런 모델을 탄생시킨 "파이널 5"(지구에 거주하던 코불 출신의 인간형 사일런으로, 그들의 기억은 존 캐빌이 삭제해버렸다)의 정체를 숨기고자 하는 캐빌의 강박증은 결국 사일런 간의 내전을 불러왔고, 몇몇 사일런 모델은 인간과 연합하게 되었다. 또 다른 이야기 줄기는 "인류를 종말로 이끄는" "죽음의 선구자"로 지칭된 예언서의 주인공 카라 트레이스의 미스테리한 운명과, 인간과 사일런의 연합 이후 함대 내에서 버림받은 존재가 된 가이우스 발타가 사일런의 일신교적 사상을 받아들이고 이를 통해 회개하는 과정 등이다.

마지막 회에서 부활한 카라 트레이스는 인류와 사일런을 새로운 행성으로 이끌고, 아다마 제독은 그들의 새로운 거주지를 '전설 속의 지구'에 헌사하는 의미로 또한 '지구'로 명명한다. 이전에 찾아낸 지구는 신화 속의 지구로, 수 천년전 12콜로니를 떠나 갔다는 사람들-지구인들이 거주했으나 핵 전쟁으로 황폐화되어 사람이 살 수 없는 곳으로 드러났다. 새로명명된 지구에는 초창기의 원시 인류가 살고 있었고 기초적인 문명이 존재했다. 인류는 확실히 지구와 코불 두 행성에서 각자 진화해왔으며, 코불에 살던 인류는 흩어져 12 콜로니에 거주하게 된 것이다. 지구에 정착한 인류와 사일런은 그들이 갖고있는 모든 과학기술을 버렸다. 인류의 함대는 태양으로 날려 파괴되었고, 사일런 베이스스타는 센츄리온들에게 맡겨져 떠난 이후로 다시는 소식을 들을 수 없게되었다. 마지막 장면에서, 현대의 인류는 코불에 살던 인류, 이들과 함류한 사일런들, 그리고 원시 인류의 후손인 것으로 밝혀진다.

## 출연

### 주연
- 에드워드 제임스 올모스(Edward James Olmos) - 윌리엄 아다마 사령관 (후에 제독) - 콜사인 "허스커", 배틀스타 갈락티카 호의 사령관
- 마리 맥도널(Mary McDonnell) - 로라 로슬린 대통령
- 케이티 새코프(Katee Sackhoff) - 카라 트레이스 대위 - 콜사인 "스타벅", 갈락티카 호의 최우수 바이퍼 조종사
- 제이미 뱀버(Jamie Bamber)- 리 아다마 소령 - 콜사인 "아폴로", 갈락티카 바이퍼 편대의 CAG, 아마다 사령관의 아들
- 제임스 컬리스(James Callis) - 가이어스 발타 박사, 후에 부통령 및 대통령
- 트리시아 헬퍼(Tricia Helfer) - 사일런 6호
- 그레이스 박(Grace Park) - 샤론 발레리 중위 - 콜사인 "부머"/샤론 아가톤 중위 - 콜사인 "아테나", 사일런 8호

### 조연
- 마이클 호건(Michael Hogan) - 사울 타이 대령. 갈락티카 호의 부함장, 사일런 "파이널 5" 中 하나
- 타모 페니킷(Tahmoh Penikett) - 칼 아가톤 대위 - 콜사인 "힐로", 랩터 승무원, 후에 갈락티카 호의 수석 항해사.
- 에런 더글러스(Aaron Douglas) - 겔런 티롤 상사, 갈락티카 호의 갑판장, 사일런 "파이널 5" 中 하나
- 알레산드로 줄리아니(Alessandro Juliani) - 펠릭스 게이타 중위, 갈락티카 호의 CIC 장교
- 마이클 트루코(Michael Trucco) - 새뮤얼 T. 앤더스 - 콜사인 "롱샷", 카프리카 반란군 대장, 사일런 "파이널 5" 中 하나
- 캔디스 매클루어(Kandyse McClure) - 아나스타샤 두알라 중위 - 콜사인 "디", 갈락티카 호의 CIC 장교
- 니키 클린(Nicki Clyne) - 켈리 핸더슨 티롤 병장, 갤런 티롤의 아내
- 폴 캠벨(Paul Campbell) - 빌리 키케야 로라 로슬린 대통령의 비서
- 리처드 해치(Richard Hatch) - 톰 자렉, 테러리스트 및 정치인
- 케이트 버넌(Kate Vernon) - 엘렌 타이', 사울 타이의 아내, 사일런 "파이널 5" 中 하나
- 레카 샤르마(Rekha Sharma) - 토리 포스터, 로라 로슬린 대통령의 비서, 사일런 "파이널 5" 中 하나

## 테마 및 인용

### 신학과의 연관성
종교와 신학적 요소는 원작과 리메이크작 양쪽 모두에서 큰 비중을 차지한다.

시리즈 전체에서 뚜렷하게 드러나는 종교적인 요소는 사실상 이 드라마의 가장 핵심적인 테마로 볼 수 있다. 인간 생존자들이 지구를 찾아가는 과정은 고대 성서에 쓰여진 '13번째 부족'을 연구하면서부터 시작되는데, 성서에는 지구에 대해 '멀리 떨어져있는 행성에 인간의 13번째 부족이 정착하여 문명을 이루었다'고 설명한다. 12 콜로니와 은하계 각지에 퍼져있는 종교적 유물 및 유적은 지구로 가는 길을 찾는 단서를 제공한다.

## 사일런과 12행성계

### 사일런

#### 기본정보
- 문화

12신을 믿는 콜로니의 사람들과 달리 유일신 사상을 가지고 있다.
- 종류

스킨 잡(Skin Job)이라는 별칭으로 불리는 인간형 사일런과 토스터라고 불리는 기계형 사일런으로 구분된다.
인간형 사일런은 기존 7개와 파이널 5(Final 5)를 합해 총 12개의 모델이 존재하고, 시즌 초반부에 알려진 사일런은 1,2,3,4,5,6,8이었다.
기계형 사일런은 사일런 레이더와 센츄리온으로 나눌 수 있으며, 애매하지만, 사일런 베이스쉽을 컨트롤하는 하이브리드도 기계형 사일런의 범주에 포함시킬 수 있다. 인간형 사일런의 기술은 13번째 행성으로부터 찾아온 인간형 사일런(Final 5)로부터 전수받은 것으로, 그 전에도 기계형 사일런은 인간 형태로 진화를 연구한 바 있다. 파이널 5로부터 인간형 사일런 기술(기억전송시스템)을 넘겨받은 후에는, 자체적인 진화 프로젝트는 중지한 것으로 보인다.
사일런 레이더의 경우, 격추된 이후에는 그 정보가 다시 다운로드 되어, 전투정보를 공유하는데, 아주 낮은 확률로 정예 사일런 레이더도 존재한다.

### 12 콜로니

#### 기본정보
- 문화

다차원적인 12신이 있으며 신에 대한 믿음이 있을 수도, 없을 수도 있다. 그리스 로마 신화에서 채용된 명칭을 콜사인에서도 손쉽게 찾아볼 수 있다. (아폴로, 아테나 등)
- 역사

코볼에서 떠난 12종족에 그 뿌리를 두고 있으며 이 12종족이 12행성계가 되었다

#### 종류
인간은 총 12개의 행성계연합(종족)으로 구성되어 있다.
행성계의 이름과 12종족의 이름이 일치한다.
- 카프리카
- 애릴론
- 세지태론
- 캔서론
- 제미논
- 스코피아
- 토론
- 버곤
- 피칸
- 리브론
- 트로이
- 레오니스

## 음반
- Battlestar Galactica:SOUNDTRACK (2004년)
- Battlestar Galactica:Season One (2005년)
- Battlestar Galactica:Season Two (2006년)